# أنيتا كاري
أنيتا كاري (بالإنجليزية: Anita Carey)‏ هي ممثلة بريطانية، ولدت في 16 أبريل 1948 في هاليفاكس في المملكة المتحدة.

## وصلات خارجية
- أنيتا كاري على موقع IMDb (الإنجليزية)
- أنيتا كاري على موقع ميوزك برينز (الإنجليزية)
- أنيتا كاري على موقع قاعدة بيانات الفيلم (الإنجليزية)